# Тарасова Юлія Анатоліївна
Юлія Анатоліївна Тарасова (нар. 7 листопада 1985) — українська легкоатлетка, яка спеціалізується в бігу на довгі дистанції, марафонському, гірському бігу, бігу на ультрамарафонські дистанції та трейлі.
На національних змаганнях представляє Одеську область.
Працює тренеркою з бігу у спортивному клубі «I Love Supersport» (Одеса).

## Спортивні досягнення
Чемпіонка України з трейлу (2018, 2019, 2021).
Призерка чемпіонатів України з гірського бігу.
Переможниця марафону в Валь-де-Реї (2016), Києві (2018), Дніпрі (2019).
Переможниця пробігу на 100 км Поясом Слави (2015).
Переможниця трьох трейлових забігів 2020 року: «Burning Heads Medium 25K» (Херсонська область), «Trail Kuyalnik» (Одеська область) та «Ice Trail Medium 28K» (Львівська область).
Срібна призерка чемпіонату Асоціації балканських легкоатлетичних федерацій (ABAF) з марафонського бігу (2020).
Переможниця трейлового забігу Chornohora Sky Marathon (60 км; 2021).
Учасниця чемпіонатів світу з бігу на 100 км, трейлу та гірського бігу на довгій дистанції.

## Основні міжнародні виступи
| Рік  | Змагання                                           | Місто              | Місце | Дисципліна | Примітки |
| ---- | -------------------------------------------------- | ------------------ | ----- | ---------- | -------- |
| 2015 | Чемпіонат світу з бігу на 100 км                   | Віншотен           |       | 100 км     |          |
| 2016 | Чемпіонат світу з трейлу                           | Пенеда-Жереш       |       | 85 км      |          |
| 2018 | Чемпіонат світу з трейлу                           | Пеньяголоса        |       | 85 км      |          |
| 2018 | Чемпіонат світу з гірського бігу (довга дистанція) | Карпач             |       | 36 км      |          |
| 2019 | Чемпіонат світу з трейлу                           | Міранда-ду-Корву   |       | 44 км      |          |
| 2019 | Чемпіонат світу з гірського бігу (довга дистанція) | Вілья-ла-Ангостура |       | 41 км      |          |